# Jahangirabad
Jahangirabad is een stad en gemeente in het district Bulandshahr van de Indiase staat Uttar Pradesh. 

## Demografie
Volgens de Indiase volkstelling van 2001 wonen er 51.369 mensen in Jahangirabad, waarvan 53% mannelijk en 47% vrouwelijk is. De plaats heeft een alfabetiseringsgraad van 51%. 